# Chapelle Saint-Georges d'Ornans
Pour les articles homonymes, voir Chapelle Saint-Georges.
La chapelle Saint-Georges d'Ornans est l'ancienne chapelle du château d'Ornans, protégée des monuments historiques, située rue Saint-Georges à Ornans, dans le département français du Doubs.

## Historique
En 1289, une première chapelle est construite par le comte Othon IV de Bourgogne à proximité du château,. Elle fut détruite en 1300 à la suite de la révolte des baron comtois contre le roi de France, et reconstruite vers 1369,. Elle est une nouvelle fois détruite en 1477 par les troupes de Louis XI. La chapelle est reconstruite vers 1500, et est le seul édifice épargné lors de la destruction du château par les troupes de Louis XIV en 1674.
La chapelle est inscrite au titre des monuments historiques en 1968.

## Rattachement
L'église fait partie de la paroisse de la Haute Vallée de la Loue (paroisse d'Ornans) qui est rattachée au diocèse de Besançon.

## Architecture
La chapelle est construite en bordure de l'éperon rocheux où se trouvait le château. D'une superficie approchant les 40 m2, elle possède des voûtes supportées par des croisées d'ogives et un toit recouvert de laves. Trois fenêtres ogivales éclairent l'intérieur et l'entrée est surmontée d'un clocheton. L'édifice a été restauré en 2018 grâce au projet de la fondation du patrimoine qui vient d'être récompensé en 2019 par le jury régional Bourgogne-Franche-Comté des Rubans du Patrimoine.

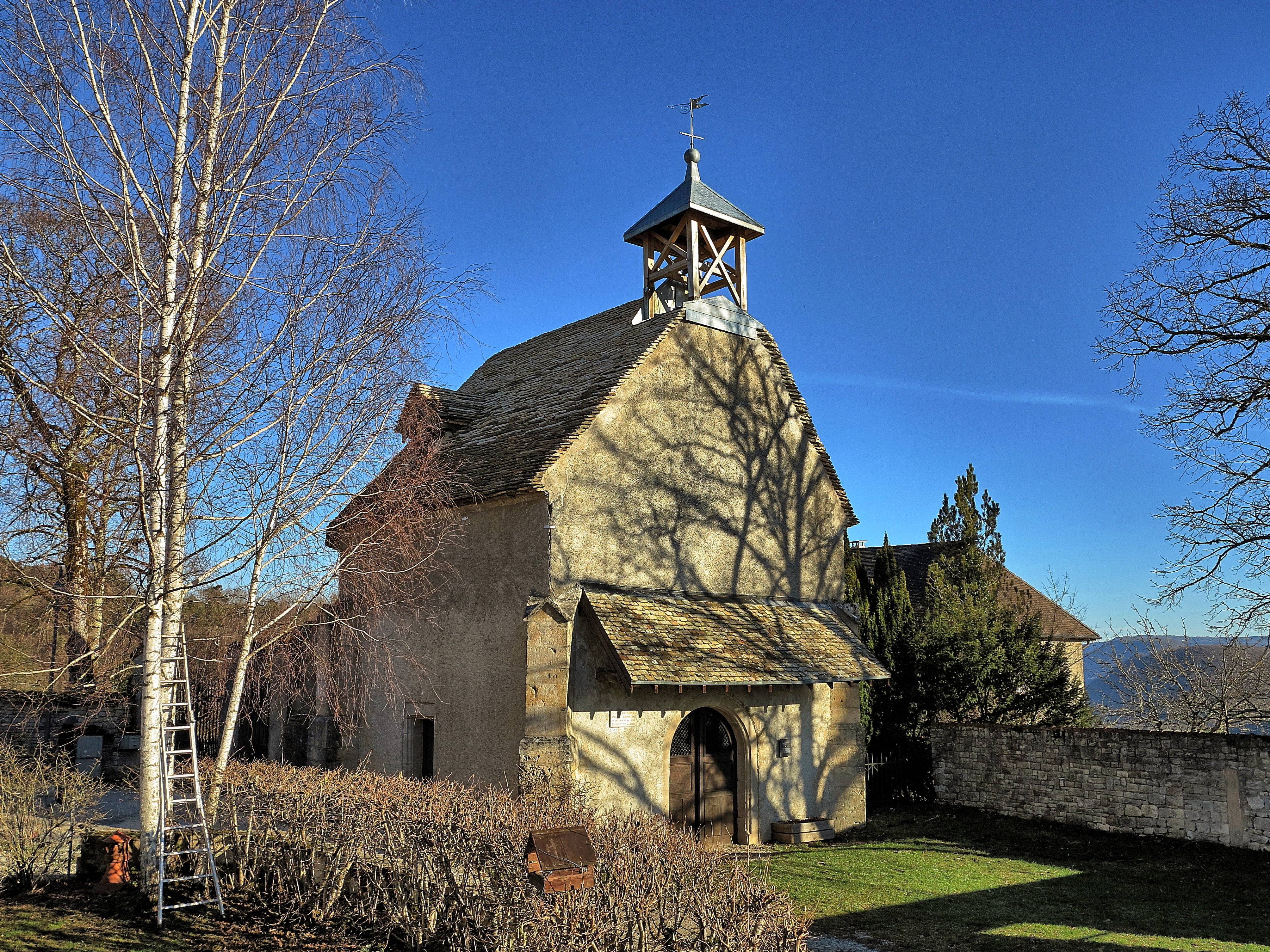
La chapelle Saint-Georges restaurée.

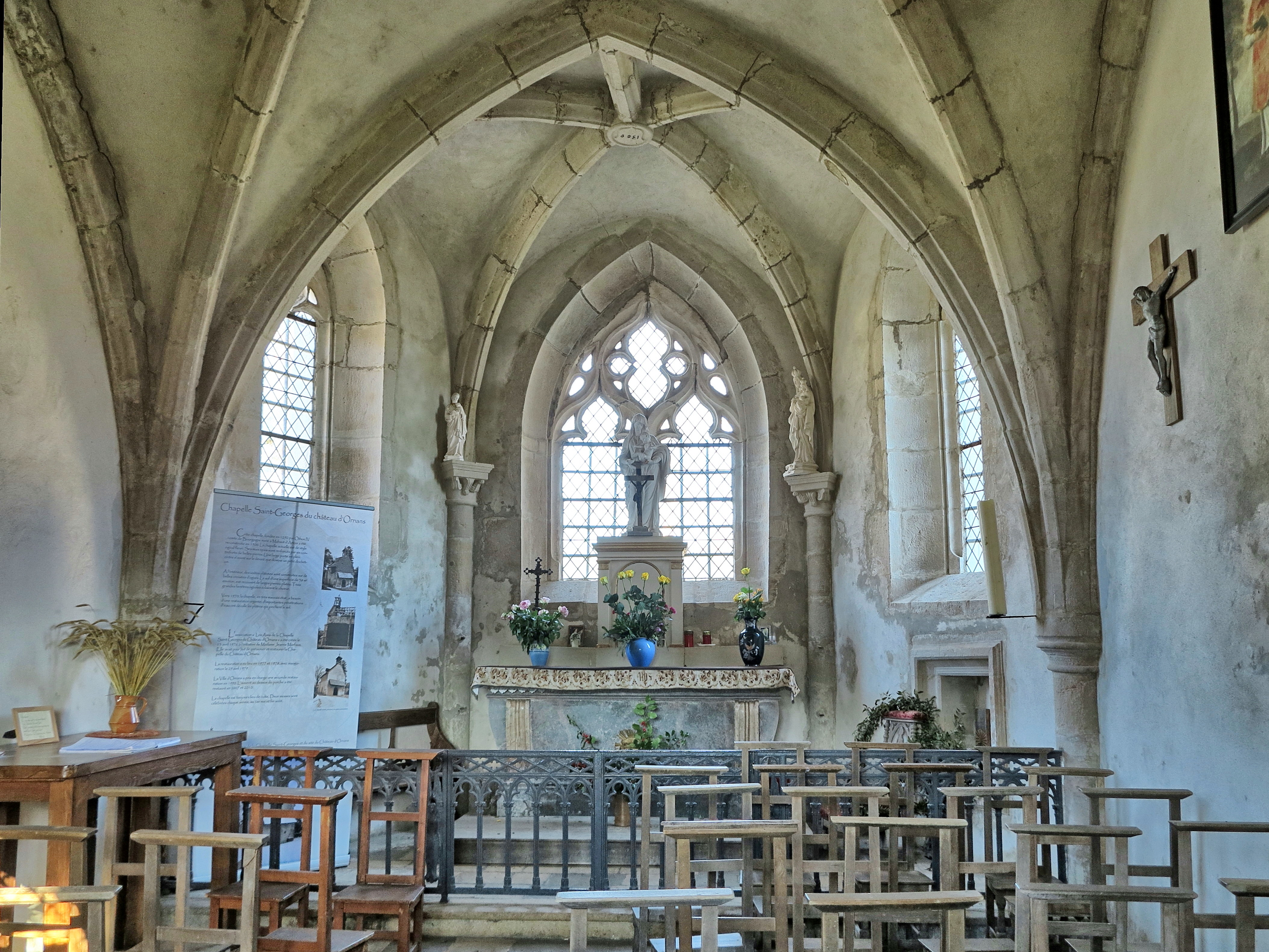
L'intérieur de la chapelle Saint-Georges.